# The Journal of Hand Surgery – European Volume
Das Journal of Hand Surgery – European Volume, abgekürzt J. Hand Surg. Eur. Vol., ist eine wissenschaftliche Fachzeitschrift, die vom SAGE-Verlag im Auftrag der British Society for Surgery of the Hand und der Federation of European Societies for Surgery of the Hand veröffentlicht wird. Die Zeitschrift wurde 1969 unter dem Titel The Hand gegründet, erweiterte den Namen 1984 in The Journal of Hand Surgery – British Volume, änderte ihn 1993 in The Journal of Hand Surgery – British and European Volume, bevor der Name 2007 auf The Journal of Hand Surgery – European Volume gekürzt wurde. Die Zeitschrift erscheint mit acht Ausgaben im Jahr. Es werden Arbeiten veröffentlicht, die sich mit chirurgischen Eingriffen an der Hand beschäftigen.
Der Impact Factor lag im Jahr 2014 bei 2,037. Nach der Statistik des ISI Web of Knowledge wird das Journal mit diesem Impact Factor in der Kategorie Chirurgie an 73. Stelle von 198 Zeitschriften und in der Kategorie Orthopädie an 24. Stelle von 72 Zeitschriften geführt.